# 默里·哈尔伯格
默里·哈尔伯格（英語：Murray Halberg，1933年7月7日—2022年11月30日），新西兰男子田径运动员。他曾代表新西兰参加1956年、1960年和1964年夏季奥林匹克运动会田径比赛，获得一枚金牌。